# Sivizzano (Fornovo di Taro)
Sivizzano, nota anche come Sivizzano Sporzana, è una frazione del comune di Fornovo di Taro, in provincia di Parma.
La località dista 5,62 km dal capoluogo.
La particolarità di questa frazione è che i suoi abitanti sono per la maggior parte imparentati tra di loro.

## Geografia fisica
Sivizzano sorge alla quota di 246 m s.l.m., sulla sponda sinistra del torrente Sporzana.

## Origini del nome
Il toponimo ha origine latina, come prova, nell'etimo, il suffisso prediale -anus.

## Storia
Il territorio di Sivizzano risultava abitato già in epoca romana, come dimostrato dal rinvenimento nei dintorni dei resti di una fornace di mattoni bollati in riferimento alla gens Cassia e di una fattoria risalente al I secolo a.C. o al I secolo d.C.; la vallata era infatti attraversata dalla strada di collegamento tra Parma e Luni.
In epoca altomedievale la via cominciò a esser percorsa dai pellegrini diretti a Roma dal Nord Europa; entro l'XI secolo a presidio della zona fu edificato a Palmia un castello, per volere di una delle casate de Comitatu Parmensi; nel 1054 Rodolfo da Viarolo lo acquistò dal suo familiare Alberto da Viarolo, figlio di Magnifredo.
Entro il 1098 i frati cistercensi dell'abbazia di Chaise-Dieu fondarono a Sivizzano un ospedale con annessa una cappella.
In seguito la corte di Palmia passò ai nobili da Palmia, che nel 1343 la alienarono a Rolando, Ugolino e Andreasio de' Rossi.
Nel 1492 l'hospitale Sporzane fu soppresso e unito a quello di Parma.
Nel 1709 il duca di Parma Francesco Farnese investì Domenico Manara del titolo marchionale e gli assegnò i feudi di Ozzano, Sivizzano e Triano; i suoi eredi ne mantennero i diritti fino alla loro abolizione sancita da Napoleone per il ducato di Parma e Piacenza nel 1805; successivamente la frazione fu unita al comune di Fornovo di Taro.

## Monumenti e luoghi d'interesse

### Chiesa di Santa Margherita

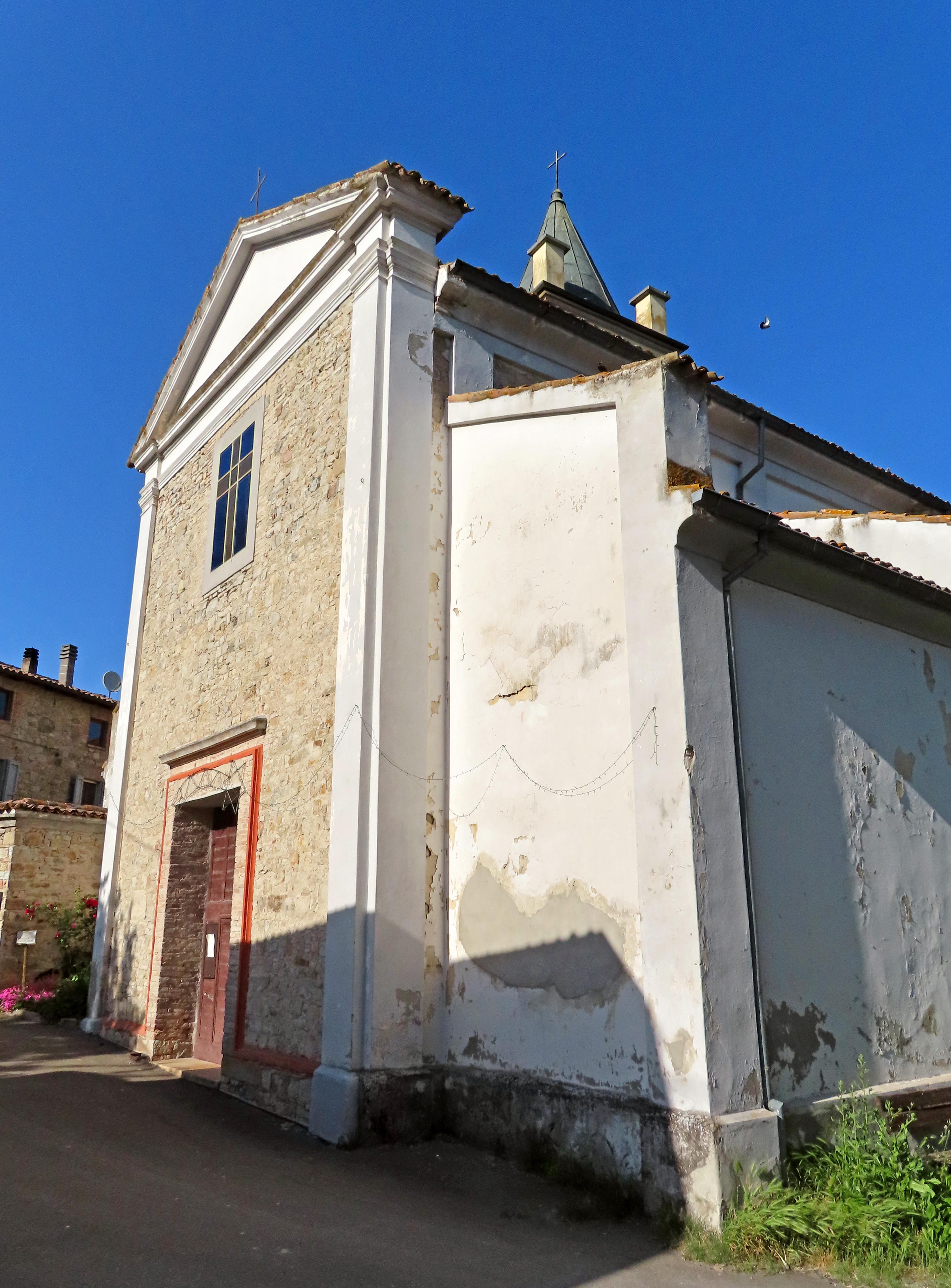
Chiesa di Santa Margherita

Edificata originariamente entro il 1098 dai frati cistercensi unitamente a un ospedale per pellegrini e a un piccolo monastero ristrutturato nel XVIII secolo, la chiesa fu completamente ricostruita in stile neoclassico tra il 1792 e il 1800. Il luogo di culto, affiancato da tre cappelle per lato, è decorato internamente con lesene doriche e affreschi e conserva una pala sei-settecentesca. In adiacenza si estende l'ex monastero in pietra, caratterizzato dal porticato con loggiato sovrastante; al piano terreno si apre un portale ad arco a tutto sesto tre-quattrocentesco.